# Mojorejo (Bendosari)
Mojorejo is een bestuurslaag in het regentschap Sukoharjo van de provincie Midden-Java, Indonesië. Mojorejo telt 2041 inwoners (volkstelling 2010).